# Walter Barylli

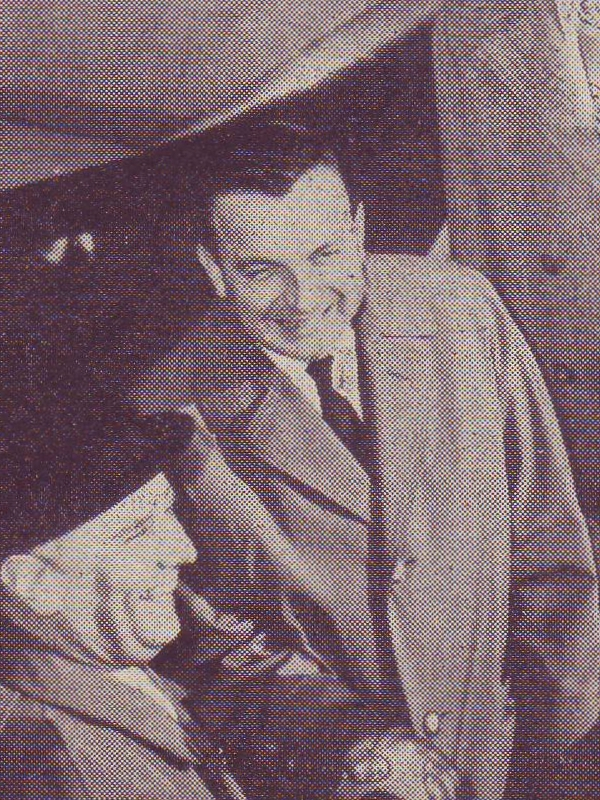
Walter Barylli (rechts), 1957

Walter Barylli (* 16. Juni 1921 in Wien; † 1. Februar 2022) war ein österreichischer Geiger. Er war von 1938 bis 1972 aktives Mitglied der Wiener Philharmoniker, ab 1939 deren Konzertmeister und von 1966 bis 1969 deren Vorstand sowie Gründer und Leiter des Barylli-Quartetts.

## Leben
Walter Barylli wurde 1921 als Sohn eines Offiziers in Wien-Erdberg geboren. Er wurde von seinem Onkel Karl Barylli, einem Geiger, von Kindesalter an auf der Violine unterricht. Später war er Schüler des Konzertmeisters der Wiener Philharmoniker, Franz Mairecker, an der damaligen Wiener Musikakademie. 1934 siegte er bei einem von Fritz Kreisler als interne Veranstaltung an der Akademie initiierten Wettbewerb, einem Vorläufer des 1979 gegründeten Internationalen Fritz Kreisler Wettbewerbes, wo er später als Juror tätig war. 1935/36 besuchte er in Wien einen Meisterkurs des in München lebenden Geigers Florizel von Reuter. Dieser unterrichtete Barylli in München weiter und ließ ihn kostenlos bei sich wohnen. 1936 fand in München sein erstes Solokonzert statt, und es kam zu seiner ersten Schallplattenaufnahme. In Folge war Barylli zwei Jahre lang international solistisch tätig.
Aufgrund der Nürnberger Gesetze wurden bei den Wiener Philharmonikern ab Herbst 1938 drei Stellen frei, darunter eine Stelle als Primgeiger. Auf Empfehlung seines ehemaligen Lehrers Franz Mairecker hatte sich Barylli um die frei werdende Stelle als Primgeiger beworben. Am 12. März 1938, dem Tag des Einmarsches deutscher Truppen in Österreich, kehrte er nach Österreich zurück. Er gewann das Probespiel, erhielt die frei gewordene Stelle und war mit siebzehn Jahren das damals jüngste Mitglied des Orchesters der Wiener Staatsoper. Mit 1. September 1938 wurde er von den Wiener Philharmonikern engagiert und am 1. November 1938 in den Verein Wiener Philharmoniker aufgenommen, welchem er bis zum 31. August 1972 als aktives Mitglied angehörte. 1939 wurde die Stelle des Konzertmeisters frei, auch dieses Probespiel gewann er. Barylli war vom Kriegsdienst befreit und bis 1944 im normalen Konzert- und Opernbetrieb tätig, das letzte Konzert während des Krieges fand im April 1944 statt.
Mit seinen Philharmoniker-Kollegen Otto Strasser (2. Violine), Rudolf Streng (Viola) und Richard Krotschak (Cello) gründete er das Barylli-Quartett. Im Jahr 1958 war Emanuel Brabec, unter anderem der Lehrer von Nikolaus Harnoncourt, Cellist in dem Quartett. Von 1951 bis 1960 konzertierten sie im Wiener Musikverein unter dem vertraglich geregelten Ehrennamen Musikvereins-Quartett, ab 1952 begannen sie das Repertoire auf Schallplatte einzuspielen.
1964 wurde er zum Vizevorstand der Wiener Philharmoniker gewählt, von 1966 bis 1969 fungierte als deren Vorstand und folgte damit seinem Quartettkollegen Otto Strasser nach.
Von 1969 bis 1986 unterrichtete Barylli am Konservatorium der Stadt Wien. Zu seinen Schülern zählt unter anderem Robert W. Eshbach, Professor an der University of New Hampshire.
Walter Barylli war in erster Ehe mit der Künstler-Fotografin Lillian Barylli-Fayer (1917–2014) verheiratet. Aus dieser Verbindung entstammen zwei Söhne (* 1945 und 1949). 1953 heiratete er seine zweite Frau Elsa, aus dieser Ehe stammt der gemeinsame Sohn, der Schriftsteller und Schauspieler Gabriel Barylli (* 1957). Er wurde am Wiener Zentralfriedhof bestattet.

## Auszeichnungen
- 1959: Silbernes Ehrenzeichen für Verdienste um die Republik Österreich[12]
- 1967: Österreichisches Ehrenkreuz für Wissenschaft und Kunst[12]
- Goldenes Verdienstzeichen des Landes Salzburg[1]
- Goldenes Verdienstzeichen des Landes Wien[1]

## Werke
- Walter Barylli: Ein Wiener Philharmoniker einmal anders: mein Leben. Wien, 2006. ISBN 978-3-901239-18-2